# Peter Collins
Peter Collins (n. 6 noiembrie 1931, Kidderminster, Anglia, Regatul Unit – d. 3 august 1958, Bonn, Germania) a fost un pilot de Formula 1, decedat din cauza rănilor suferite în urma accident produs în timpul Marelui Premiu al Germaniei 1958.

## Biografie
Peter Collins s-a născut la 6 noiembrie 1931, a crescut în Mustow Green, Kidderminster, în Worcestershire (Anglia). A fost fiul unui proprietar de autovehicule și comerciant de mărfuri. Collins, de la o vârstă fragedă, a devenit interesat de autovehicule. A fost exmatriculat de la școală la vârsta de 16 ani, din cauza că petrecea timpul la un târg local în timpul orelor de școală. A devenit ucenic în garajul tatălui său și a început să concureze în curse locale.
1. 1 2  Peter Collins, Store norske leksikon